# 네크탄 1세 모르베트
네크탄 1세(Nechtan I)는 456년에서 480년 사이 재위한 픽트인의 왕이다. 에리프(Erip)의 아들이다.
픽트 열왕 목록에는 네크탄의 이명이 몇 개 나와 있다. 모르베트(Morbet), 켈카모흐(Celchamoth), 그리고 라틴어로 "대왕"이라는 뜻의 마그누스(Magnus). 재위기간은 설에 따라 24년, 34년, 10년이라고들 한다. 기록은 네크탄이 스코틀랜드 퍼스 킨로스의 오바르네히 마을의 건설자라고 한다.
성 보이테 성인록에서는 보이테가 네크탄을 죽음으로부터 일으켰다고 하고 있다.
네크탄 모르베트에 관한 이러한 이야기들은 보다 후대의 왕인, 유사한 이름의 네크탄 네포스 우에르브와 관련이 있을 것이다.
그 외에 네크탄에 대해 확실히 말할 수 있는 것은 아무것도 없다.

## 참고 자료
- Anderson, Alan Orr (1990) [1922], 《Early Sources of Scottish History A.D 500–1286》 1 2판, Stamford, Lincs.: Paul Watkins, ISBN 1-871615-03-8
- Anderson, Marjorie O. (1980), 《Kings and Kingship in Early Scotland》 2판, Edinburgh: Scottish Academic Press, ISBN 0-7011-1604-8
- Evans, Nicholas (2008), “Royal succession and kingship among the Picts”, 《The Innes Review》 (Edinburgh: Edinburgh University Press) 59 (1): 1–48, doi:10.3366/e0020157x08000140, ISSN 0020-157X
- Fraser, James E. (2009), 《From Caledonia to Pictland: Scotland to 795》, The New Edinburgh History of Scotland I, Edinburgh: Edinburgh University Press, ISBN 978-0-7486-1232-1
- Smyth, Alfred P. (1998) [1984], 《Warlords and Holy Men: Scotland AD 80-1000》, The New History of Scotland, Edinburgh: Edinburgh University Press, ISBN 0-7486-0100-7